# ATP Challenger Mexicali
Der ATP Challenger Mexicali (offiziell: Mexicali Challenger) war ein Tennisturnier, das 1981 einmal im Municipio Mexicali, Mexiko, stattfand. Es gehörte zur ATP Challenger Tour und wurde im Freien auf Hartplatz gespielt.

## Liste der Sieger

### Einzel
| Jahr | Sieger        | Finalgegner | Ergebnis      |
| ---- | ------------- | ----------- | ------------- |
| 1981 | James Delaney | Ross Case   | 6:3, 5:7, 7:5 |

### Doppel
| Jahr | Sieger             | Finalgegner            | Ergebnis |
| ---- | ------------------ | ---------------------- | -------- |
| 1981 | Syd Ball Ross Case | John James Sashi Menon | 6:3, 6:3 |